# Tiverți

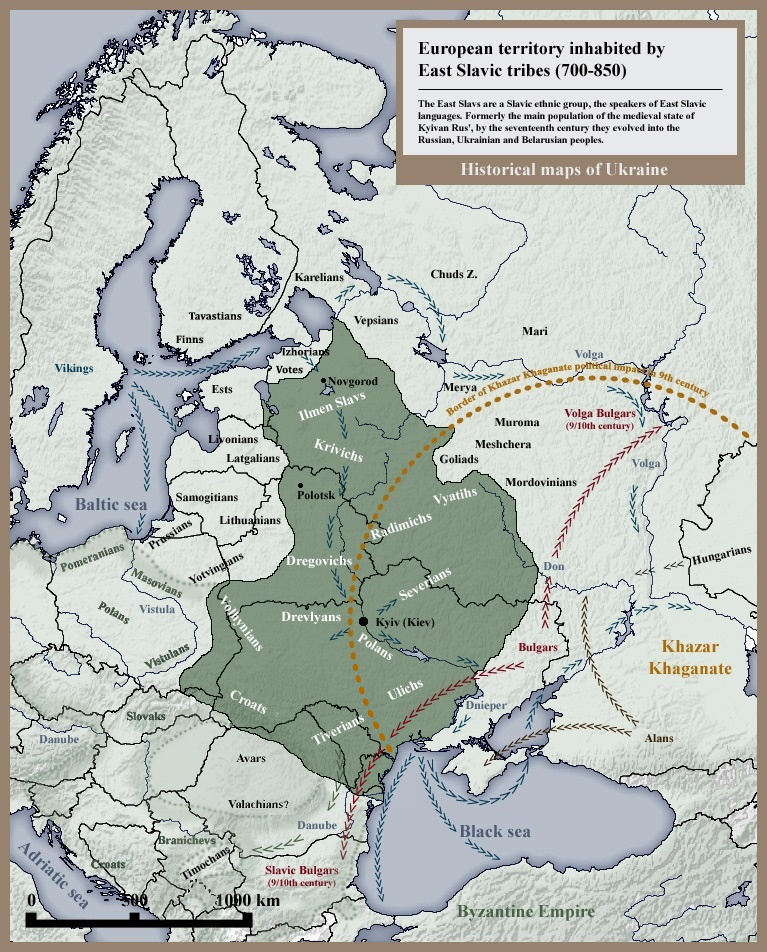
Harta răspândirii triburilor slave între secolele VIII și IX

Tiverții (sau Tiverienii) au fost un trib slav care a populat teritorii din apropierea Nistrului, Prutului și probabil, cursul inferior al Dunării, ținuturi ce vor forma ulterior principatul Moldovei, astăzi împărțite între Republica Moldova, vestul Ucrainei și estul României. Cele mai multe situri arheologice tiverțiene au fost descoperite în Republica Moldova (Alcedar, Echimăuți, Rudi și altele).
Informațiile inițiale despre trib sunt limitate. Tiverții și Ulicii sunt menționați pe scurt în primele manuscrise rutene, anul 863 conținând cea mai timpurie referință, iar 944 fiind ultima. Cronica vremurilor trecute menționează că ei au trăit de la Nistru și Dunăre până la mare (Marea Neagră). Cronica Ipatiev îi plasează între Nistru și Nipru. Cronica Tver îi menționează în anul 883, luptând împotriva lui Askold. Un număr de manuscrise îi menționează în anul 885, purtând lupte cu Oleg de Novgorod. De asemenea sunt menționați că iau parte la expediția lui Oleg în 907 și la expediția lui Igor de Kiev în 944, acesta fiind ultima trimitere către Tiverți.
La începutul secolului al X-lea, tribul intră în vasalitatea Rusiei Kievene. Începând cu mijlocul secolului al X-lea, Tiverții frecvent poartă lupte cu pecenegii și cumanii vecini. În secolele XII și XIII, teritoriile de nord ale Tiverților fac parte din cnezatele Galiției și mai târziu, Marele Ducat al Lituaniei. Pe terenurile populate de romanicii din Transilvania și Moldova, populația tiverțiană a fost asimilată treptat de către aceștia, intrând astfel în etnogeneza poporului roman oriental (zis „vlah”, „valah”, „voloh”, „român” sau „moldovean”). Există, de asemenea, o ipoteză că Tiverții sunt precursorii huțulilor.

## Vezi și
- Echimăuți (așezare)

## Legături externe
- ru  Harta popoarelor din Europa secolului al XI-lea Arhivat în 30 noiembrie 2012, la Wayback Machine. pe site-ul Universității Tehnice de Stat. UNPK Orlovski